# Feuillantine
Pour les religieuses, voir Feuillantines.

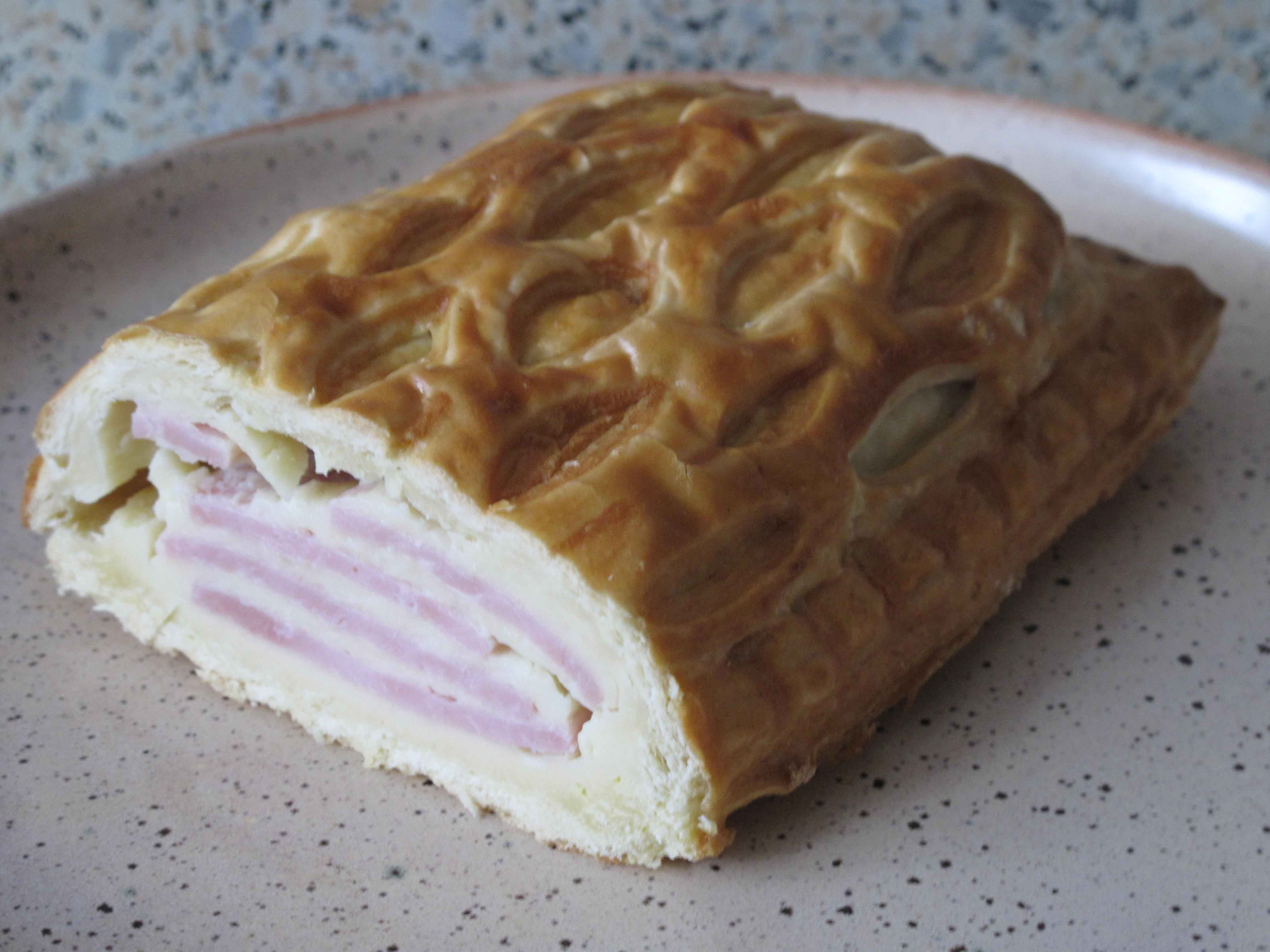
Feuillantine franc-comtoise montrant des couches intercalées de fromage et de jambon.

En pâtisserie, la feuillantine est une  abaisse de pâte à six tours, donc feuilletée, découpée en rectangles, humectée de blanc d’œuf, saupoudrée de sucre en grains et cuite à four moyen. 
Parfois, on désigne aussi ainsi une préparation qui confère aux desserts une texture croquante. La feuillantine peut, par exemple, être obtenue en mélangeant du chocolat fondu avec des crêpes dentelles écrasées.
La feuillantine est aussi un plat salé, constitué de pâte feuilletée avec une alternance d'ingrédients en couches successives.

## Étymologie
Le nom fait référence aux Feuillantines. 